# Custom Design Associates
Custom Design Associates war ein US-amerikanischer Hersteller von Automobilen.

## Unternehmensgeschichte
Das Unternehmen wurde 1984 in Tacoma im Bundesstaat Washington gegründet. Eine Quelle nennt als zweiten Ort San José in Kalifornien. Die Produktion von Automobilen und Kit Cars begann. Der Markenname lautete Custom Design Associates. 1990 endete die Produktion.

## Fahrzeuge
Ein Modell basierte auf dem Ford Pinto und ähnelte dem Ferrari 308 GTB. Die Karosserie bestand aus Fiberglas. Die Ausführung 286 GTF hatte einen V6-Motor von Ford mit 2800 cm³ Hubraum. Den 508 GTF trieb ein V8-Motor von Ford an.
Eine Quelle nennt darüber hinaus für 1985 die Nachbildung eines Lotus Seven mit dem Motor vom Ford Pinto.
Außerdem wurden Pinto-Motoren in Lotus Europa montiert.